# Stanisław Moniuszko

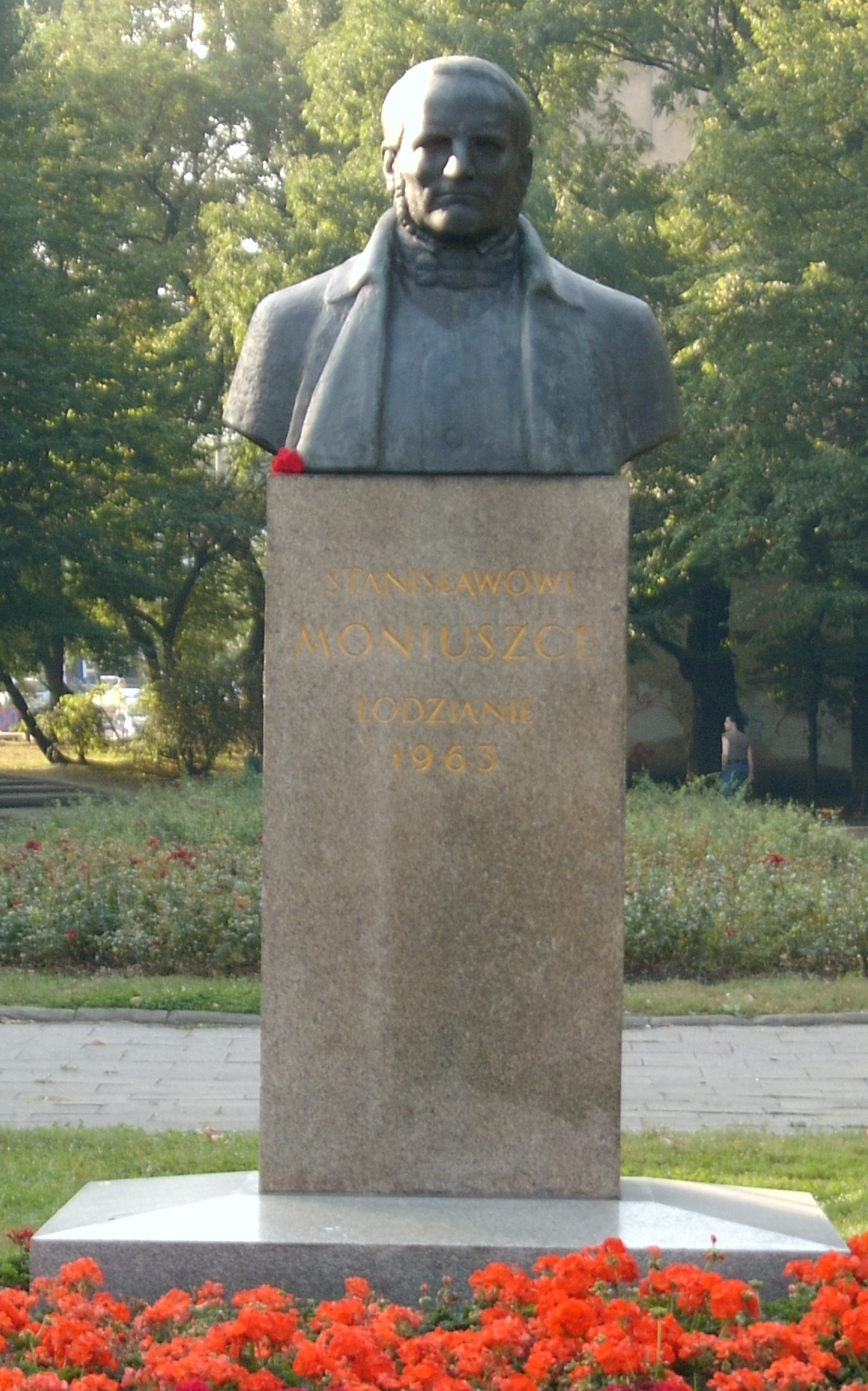
Busto de Stanisław Moniuszko

Stanisław Moniuszko, (Ubiel, atual Bielorrússia, 5 de maio de 1819 — Varsóvia, 4 de junho de 1872), compositor polaco, autor das canções, operetas, balés e óperas da era romântica. Considerado o fundador da ópera nacional polaca. Autor da música inspirada nos motivos do folclore polaco, bem como textos poéticos do Mickiewicz, Kraszewski e Odyniec.
Está sepultado no Cemitério de Powązki em Varsóvia.

## Composições
- Óperas
  - Flis
  - Halka
  - Straszny Dwór
  - Verbum nobile
  - Hrabina
  - Paria
  - Rokiczana
- Balés
  - Na kwaterunku
  - Figle szatana
- Operetas
  - Beata
- Cantatas
  - Widmo
- Cancioneiros
  - "Śpiewniki domowe" - Cancioneiro da casa em 12 volumes.

Total - 268 canções populares)